# Beleg van Zaltbommel (1574)
Het Beleg van Zaltbommel van 1574, ook wel Blokkade van Zaltbommel genoemd, was een blokkade en belegering van de stad Zaltbommel tijdens de Tachtigjarige Oorlog. De stad werd van 13 juli tot en met 14 oktober 1574 belegerd door het Leger van Vlaanderen ('Spanjaarden'), onder aanvoering van Gilles van Berlaymont. Na een belegering van drie maanden werden de Spanjaarden door uitzonderlijk hoge waterstand in de Waal gedwongen het beleg op te heffen waardoor Zaltbommel Staats bleef. In 1599 was er opnieuw een Spaans beleg van Zaltbommel.

## Voorgeschiedenis
Op 31 juli 1572 veroverden de geuzen onder leiding van Dirck van Haeften, heer van Gameren, de stad Bommel voor de prins van Oranje. Dirk van Haeften stamde uit de lage adel uit de Bommelerwaard en was lid van het Eedverbond der Edelen, toen zij in 1566 hun smeekschrift aanbood aan de landvoogdes Margaretha van Parma. Van Haeften was in krijgsdienst  bij Hendrik van Brederode. In 1568 waren op last van Filips II  al zijn bezittingen verbeurd verklaard, waaronder zijn kasteel te Gameren, en was hij veroordeeld tot verbanning.
In de vroege ochtend van 31 juli kwam Van Haeften als voerman van een hooiwagen aan bij de Bosschepoort. Daar werd hij tegengehouden door de poortwacht maar na een grondige inspectie van de wagen toegelaten in de stad. De wagen zat zo vol met hooi dat hij vast kwam te zitten in de poort. Op een sein van Van Haeften stormden ongeveer 50 mannen die verstopt zaten in het veld langs de wagen de stad in.  Daar was op dat moment maar een kleine Spaanse bezetting aanwezig en het stadsbestuur was afgereisd naar Arnhem, zodat de stad zonder veel problemen kon worden ingenomen.
Willem van Oranje benoemde Van Haeften tot gouverneur van Zaltbommel en belastte hem met de versterking van de stad. Ook werd er een legioen Schotse huurlingen in de stad gelegerd. Vanwege de gunstige ligging als frontstad aan de Waal was het voor de prins van groot belang dat Bommel voor hem behouden bleef. Men wist echter dat er de Spanjaarden veel aan gelegen was om de stad weer in hun bezit te krijgen.  Op 28 juli 1573 kwam de prins naar Bommel en bekeek de wallen en de muren van de stad. Tegen de Bommelaars zei hij dat ze er op moesten rekenen dat de Spanjaarden Bommel zouden gaan belegeren maar dat de stad in dat geval op zijn steun kon rekenen.
De Spaanse legerleider Alva deed in eerste instantie een poging om Bommel op een listige manier in zijn bezit te krijgen. Hij probeerde Dirk van Haeften om te kopen door hem een pardon aan te bieden voor hemzelf en nog vier personen, die Van Haeften zelf mocht uitkiezen. Verder zou hij zijn in beslag genomen bezittingen terugkrijgen, plus een som van 20.000 gulden als hij Bommel aan de Spanjaarden zou overleveren. Van Haeften ging hier niet op in en bracht de prins van het voorval op de hoogte. 

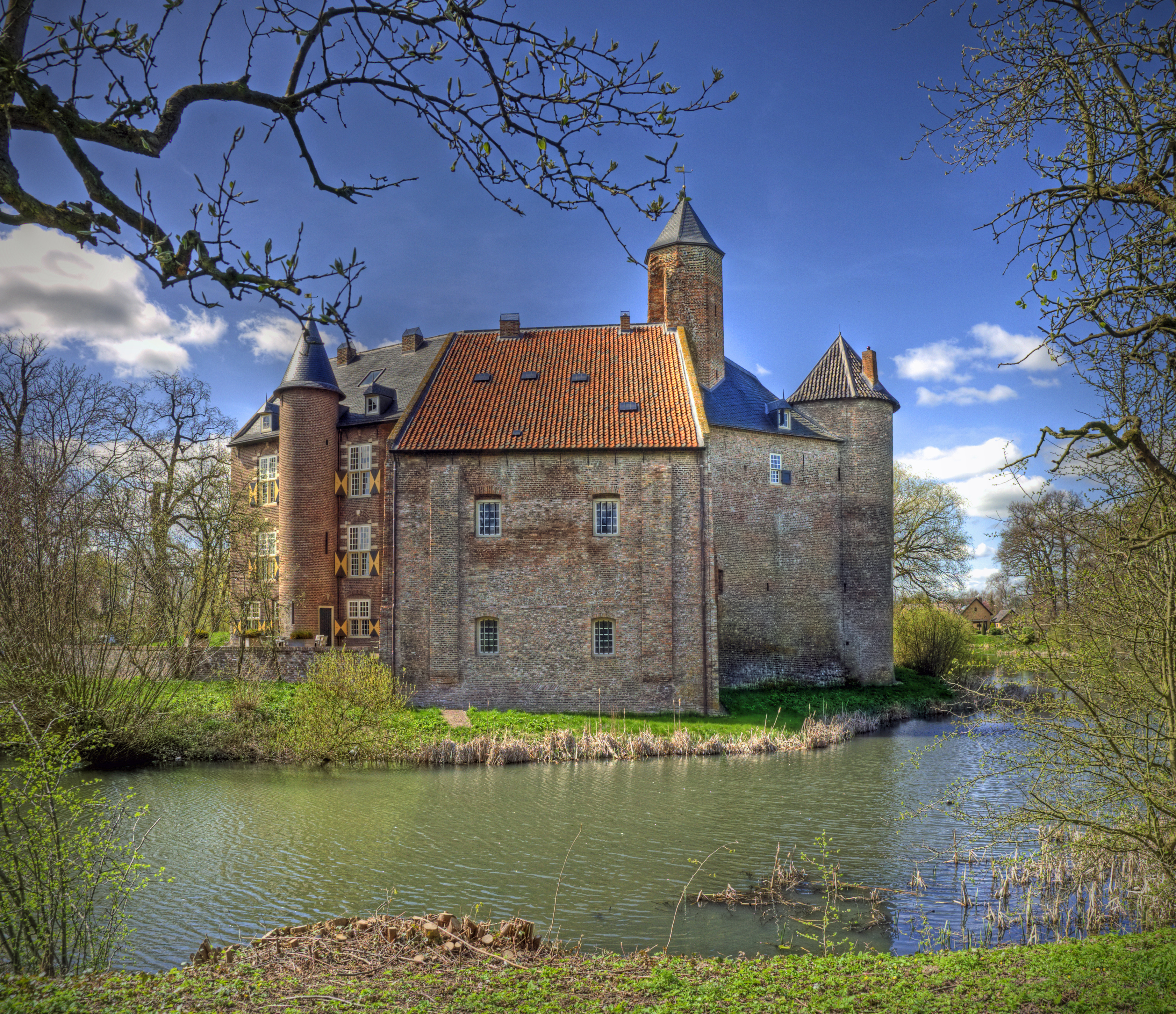
Kasteel Waardenburg

In maart 1574 werd onder leiding van Van Haeften het strategisch belangrijke kasteel Waardenburg belegerd. Hier waren driehonderd Spaanse troepen gelegerd. De kasteelheer Karel van Arkel was afwezig maar zijn moeder Catharina en zijn zusters bevonden zich in het belegerde kasteel. In april moesten de belegerden zich overgeven door gebrek aan munitie. Catharina van Arkel en haar dochters werden als gevangenen naar Zaltbommel gevoerd en daar bedreigd met ophanging. Door interventie van Willem van Oranje, die in de stad was om te kijken of de versterking van de verdedigingswerken op de juiste wijze uitgevoerd was, werden zij vrijgelaten.

## Belegering
Op 13 juli trok het Spaanse leger onder aanvoering van Gilles van Berlaymont, de heer van Hierges, de Bommelerwaard binnen. Het Spaanse leger bestond uit Italiaanse ruiters, die in Kerkwijk lagen, Waalse en Duitse soldaten en Spanjaarden. Omdat de Spanjaarden niet voldoende middelen hadden om zwaar geschut in te zetten besloten ze tot een blokkade van de stad. De opzet was om Bommel uit te hongeren zodat de stad zich zou overgeven.  Er werden vier forten gebouwd. Eén met een bezetting van 250 man tussen Bommel en Hurwenen, direct  aan de rivier om de toevoer van levensmiddelen over de Waal af te snijden. Eén in Gameren met als middelpunt het kasteel van Dirk van Haeften, waarin 300 soldaten werden gehuisvest. Een fort in Bruchem dat met muren en gracht rondom de kerk werd opgetrokken en bestemd was voor 500 soldaten. Het vierde fort, dat aan de andere zijde van de Waal in Tuil moest komen, werd nooit gebouwd. Wel kwam daar een schans te liggen.
In Bommel bivakkeerden zo’n zes- tot zevenhonderd soldaten, waaronder de Schotse huurlingen en een vendel Duitsers. Het omringende platteland was in handen van de Spaanse troepen en de slecht betaalde Spaanse huurlingen hielden daar danig huis. Veel boeren hadden de Bommelerwaard verlaten. Het koren in de omgeving van de stad evenals het hooi voor de koeien in de stad werd door de vijand in brand gestoken. Regelmatig deden de Bommelse soldaten uitvallen om voedsel binnen de poorten te krijgen. Zo werden enkele geuzen door de Spanjaarden ontdekt terwijl ze koren maaiden. De Spanjaarden wilden het koren in brand steken. Omdat het niet droog genoeg was lukte dit pas toen men er buskruit over strooide. Toen de Spanjaarden geen kruit meer hadden lukte het de geuzen alsnog om het niet vernielde graan op karren te laden en in de stad te brengen.
Ook bij de Kluit in Gameren kwam het tot een confrontatie tussen Spanjaarden en geuzen die bonen wilden halen. Er werd heftig gevochten, waarbij veel geuzen en hun paarden sneuvelden. Dirk van Haeften wist uit handen van de Spanjaarden te blijven door zijn wapenen af te gooien en met zijn metgezellen via de gracht naar de stad te vluchten. Meer dan vijftig geuzen sneuvelden.  Aan Spaanse kant sneuvelden drie Italiaanse ruiters die in de kerk van Bruchem werden begraven. Na dit incident durfden de geuzen zich lange tijd niet meer in het veld te begeven.
Via de rivier werd steeds minder voedsel naar Bommel gebracht. De Spanjaarden schoten vanaf Tuil op de schepen die naar Bommel voeren. In de stad werd de sfeer grimmiger, de Schotten waren niet tevreden over het eten. Ze kregen dan ook alleen maar haring, brood en kaas. Uit protest hingen ze twee haringen aan de galg op de Markt en schreven de volgende tekst erbij:
Waar men eet alleen maar haring en brood, daar slaat men gewoonlijk de burgemeester dood.

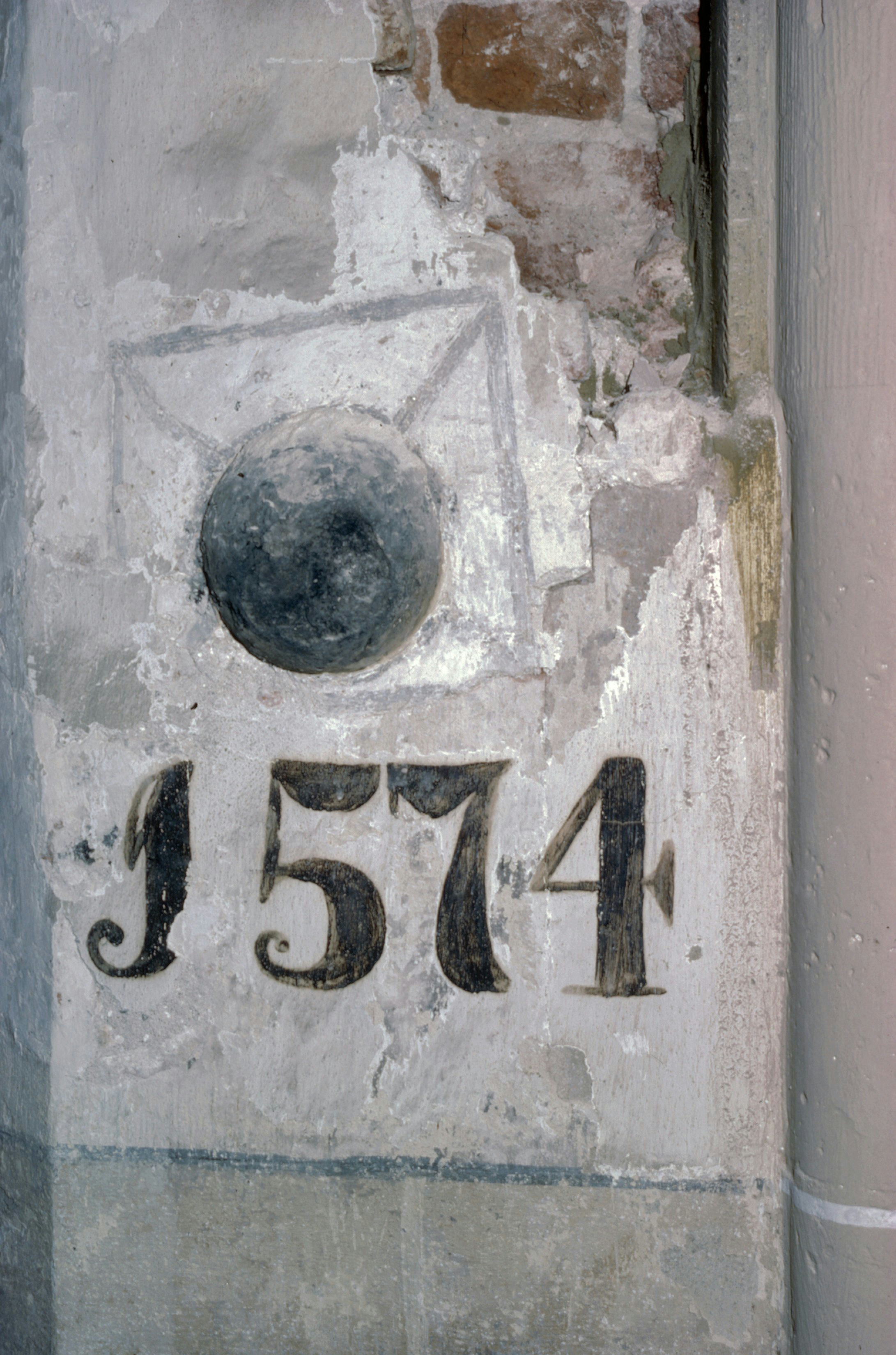
Kanonskogel ingemetseld in pijler van de Sint Maartenskerk in Zaltbommel.

Vanuit Tuil werden de beschietingen op Zaltbommel steeds heviger. Een kogel ging door de Steigerpoort heen. Op de Markt werd door een ’Tuilse’ kogel het been van Swertien van Tiel afgeschoten. De Spanjaarden schoten ook op de Bommelse toren; het eerste schot was een voltreffer en ooggetuigen zagen de lucht zwart worden van de steensplinters. Na drie schoten gaf de Spaanse commandant opdracht het vuren te staken omdat hij het fraaie gebouw wilde sparen. Op zondag 28 augustus schoten de Spanjaarden van over de Waal tijdens een kerkdienst een kogel in de  Sint Maartenskerk.  De kogel viel voor de preekstoel neer en rolde verder door de kerk zonder dat er iemand gewond raakte. De kogel is later in een pilaar ingemetseld .
In de belegerde stad brak de pest uit. De soldaten die waren ingekwartierd in huizen waar de pest heerste, werden ondergebracht in hutten op de wallen om besmetting te voorkomen.
Half juli waren er nog maar 350 Spaanse soldaten aanwezig. De anderen waren gedeserteerd omdat ze geen soldij kregen. In het belegerde Bommel was men hiervan echter niet op de hoogte. De Spanjaarden deden een poging om het Schotse garnizoen om te kopen; de Schotten bleven echter trouw aan de Prins van Oranje. .
Eind september begon het water in de Waal door langdurige regenval te stijgen. Op 5 oktober stond het water erg hoog, waarop Dirk van Haeften en zijn mannen 's nachts de dijk doorstaken. Het water stroomde de Bommelerwaard in en de dorpen kwamen onder water te staan. De Spaanse aanvoerder Hierges verliet met zijn manschappen het fort in Hurwenen en besloot de blokkade van Zaltbommel op te heffen. Dit leidde tot feest in de stad. Op 14 oktober verlieten de laatste Spanjaarden fort Gameren.
Ongeveer gelijktijdig met Leiden (1573-1574) werd ook Bommel door het water verlost.

## Schilderijen

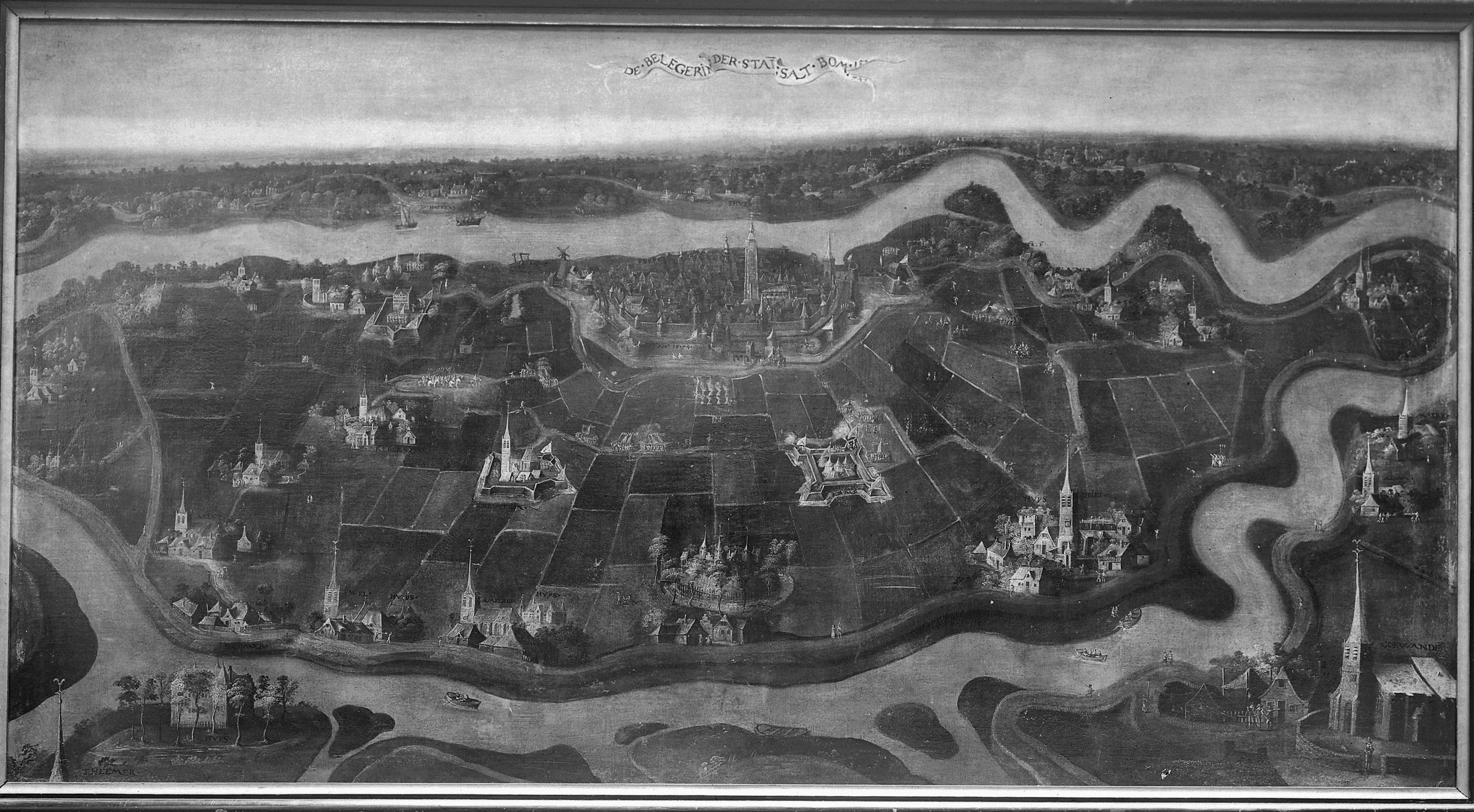
Het schilderij gefotografeerd in 1909 en bewaard bij de Beeldbank van de Rijksdienst voor Cultureel Erfgoed

In het museum Stadskasteel Zaltbommel hangt een groot schilderij getiteld: De belegering der Stad Salt-Boemel 1574). Het is 1.18 m bij 2.28 m. groot, en omstreeks 1580 geschilderd door een onbekende schilder. Een kopie hangt in de Sint Maartenskerk.
Dit schilderij laat de belegering (blokkade) van Bommel in 1574 zien. De stad heeft nog de verdedigingswerken die in 1544 werden voltooid; die bestonden uit de in 1316 gebouwde stadsmuur met daarvoor de buiten- en binnengracht, gescheiden door een aarden stadswal met rondelen. We zien ook de legerkampen van de Spanjaarden in de Bommelerwaard, de schermutselingen met de Bommelse Geuzen en het verbranden van het koren. De schilder heeft heel nauwgezet zijn werk gedaan, zelfs de twee zwanen, die toen door de stad werden onderhouden, zijn niet vergeten.  Het schilderij is mogelijk het enige bewijsstuk dat de schans in Bruchem ooit bestaan heeft.

## Dagboek van Gasparus de l'Agarge
Van het beleg van Zaltbommel is een ooggetuigenverslag overgeleverd. Het dagboek van de priester Gasparus de l'Agarge bevat een gedetailleerd verslag van het beleg, dat hij zelf aan Spaanse kant heeft meegemaakt.  Hij was ook aanwezig bij de Slag op de Mookerheide die eveneens in 1574 plaatsvond. Agarge was vermoedelijk in dienst van de stadhouder van Gelderland. Het dagboek is gedateerd 1575 en is in 1925 voor het eerst gepubliceerd.

## Externe bron
Dagboek van Gasparus de l'Agarge in de Digitale Bibliotheek voor de Nederlandse letteren.